# 罗比·海恩斯
罗比·海恩斯（英語：Robbie Haines，1954年3月27日—），美国男子帆船运动员。他曾代表美国参加1984年夏季奥林匹克运动会帆船比赛，联同爱德华·特里维廉和罗德·戴维斯获得一枚金牌。